# The Simpsons Movie: The Music (banda sonora)
The Simpsons Movie: The Music es la banda sonora para la película del 2007 Los Simpson: la película. Fue lanzado el 24 de julio del 2007, por la compañía discográfica Adrenaline Music, con una limitada edición que fue lanzada el 31 de julio del 2007.
Fue compuesto por Hans Zimmer, quien compuso para Piratas del Caribe: en el fin del mundo a la misma vez. Él dijo a The Hollywood Reporter que le gustó todos sus juicios de creatividad de una vez. En adición a su aparición en la película, Green Day grabó su versión del tema de Los Simpson, y lo lanzó como sencillo, pero la canción no fue incliuda en el álbum.

## Lista de canciones
1. "The Simpsons Theme (Orchestral Version)" – 1:27
2. "Trapped Like Carrots" – 2:15
3. "Doomsday is Family Time" – 2:27
4. "Release the Hounds" – 2:19
5. "Clap for Alaska" – 1:55
6. "What's an Epiphany?" – 2:07
7. "Thank You Boob Lady" – 2:45
8. "You Doomed Us All... Again" – 5:52
9. "...Lead, Not to Read" – 2:05
10. "Why Does Everything I Whip Leave Me?" – 3:05
11. "Bart's Doodle" – 1:01
12. "World's Fattest Fertilizer Salesman" – 5:05
13. "His Big Fat Butt Could Shield Us All" – 1:46
14. "Spider Pig" – 1:04
15. "Recklessly Impulsive" – 5:27
16. "Homer, Bart, and a Bike" – 2:24 (iTunes exclusivo) (Estados Unidos y Canadá solamente)